# Siktim (Arjeplogs socken, Lappland, 738441-154348)
Siktim är en sjö i Arjeplogs kommun i Lappland och ingår i Skellefteälvens huvudavrinningsområde. Sjön har en area på 0,215 kvadratkilometer och ligger 801,4 meter över havet.

## Delavrinningsområde
Siktim ingår i det delavrinningsområde (738495-154122) som SMHI kallar för Ovan 738106-154303. Medelhöjden är 882 meter över havet och ytan är 28,59 kvadratkilometer. Det finns ett avrinningsområde uppströms, och räknas det in blir den ackumulerade arean 42,76 kvadratkilometer. Grakajåkkå som avvattnar avrinningsområdet har biflödesordning 2, vilket innebär att vattnet flödar genom totalt 2 vattendrag innan det når havet efter 343 kilometer. Avrinningsområdet består mestadels av skog (10 procent) och kalfjäll (87 procent). Avrinningsområdet har 0,83 kvadratkilometer vattenytor vilket ger det en sjöprocent på 2,9 procent.